# Selma Bajrami
Pour les articles homonymes, voir Bajrami.
Selma Bajrami (née le 4 juillet 1980 à Tuzla, Yougoslavie, aujourd'hui Bosnie-Herzégovine) est une chanteuse pop-folk bosniaque.

## Biographie
Selma Bajrami est née d'un père albanais du Kosovo, qui s'installa en Bosnie-Herzégovine en 1965, et d'une mère bosniaque de Tuzla.

## Carrière
Son premier album "Kad suza ne bude" fut écrit et composé par Milic Vukacinovic et produit dans le studio Time à Belgrade (Serbie). Son deuxième album - Ljubav si ubio gade (1998) - fut réalisé dans le studio de Misa Nikolic. Après son troisième album - Revolucija - qui fut également un échec, Selma se retira de la scène musicale.
Selma Bajrami fit son retour sur la scène musicale avec son quatrième album - intitulé Žena sa Balkana - dont le style musical était complètement différent des précédents. Réalisé par Dejan Abadic et comportant des titres comme "Nano", cet album a enfin permis de lancer avec succès la carrière de la chanteuse.
Selma Bajrami a connu un nouveau succès, en 2006, grâce à son single "Kakvo tijelo Selma ima" (Quel corps Selma a) qui se hissa rapidement en haut des classements dans l'ensemble des États issus de l'ex-Yougoslavie.

## Discographie[1]

### Albums
- Kad suza ne bude (1998)
- Ljubav si ubio gade(1999)
- Revolucija (2001)
- Žena sa Balkana (2002)
- Kakvo tijelo Selma ima (2004)
- Ostrvo tuge (2007)
- Zakon Sudbine (2010)
- Selma Bajrami (2014)

### Singles
- Mlađe Slađe (2015) feat. Enela
- Zvijerka (2016)